# Душан Костић
Душан Костић (Пећ, 23. јануар 1917 — Мељине, 19. октобар 1997) био је српски књижевник.

## Биографија
Рођен је у Пећи. Детињство је провео у Плаву где је завршио и основну школу. Гимназију је завршио у Беранама, а потом Филозофски факултет у Београду. Још као студент, пре Другог светског рата, писао је револуционарне песме. Учествовао је у рату као партизан. После рата је био уредник Радио Београда, листа „Борба“, „Књижевних новина“, часописа „Младост“, „Књижевност“, „Савременик“.
Написао је више збирки песама: „Пјесме“, „Земљи вољеној“, „Поема о граду и љубави“, „Прољеће над ровом“, „Говор земље и мреже“. Написао је затим више романа: „Глува пећина“, „Сутјеска“, „Модро благо“ и „Гора коштанова“.
За свој рад добио је више награда, међу којима и награду Удружења књижевника Србије за дечју поему „Градић Јеленгај“ и за збирку песама „Зов лишћа“. Добио је 1979. Змајеву награду за дело „Постојбина маслине“. Добитник је Октобарске награде града Херцег Нови.